# 山下新太郎 (洋画家)
山下 新太郎（やました しんたろう、1881年〈明治14年〉8月29日 - 1966年〈昭和41年〉4月11日）は、日本の洋画家。日本芸術院会員。二科会および一水会創立者のひとり。
画風はオーギュスト・ルノワールの影響を受けた美しい色彩が特徴である。また、パリ滞在中に表具師の家に生まれたことから敦煌から招来された仏画の修理を手がけたのを切っ掛けに、油彩画の修復や保存も学び、この分野の日本に於ける草分けとなった。同時に留学中から額縁を蒐集し、自作の額装にも配慮を欠かさなかった。

## 略歴
1881年（明治14年）東京・根岸の表具師の長男として生まれる。
幼少時から絵画に親しみ、また特に天神像を好んだことで実父と懇意にしていた狩野芳崖に天神図を依頼、その図画を手本として過ごした。また1892年（明治25年）頃から父の友人のひとりである新岡旭宇に書を、1899年（明治32年）には義兄である西田長左衛門について英語と漢文を習っている。
1901年（明治34年）、画家を志望して藤島武二に師事し、木炭画を習う。同年、東京美術学校西洋画科選科に入学、黒田清輝に師事した。東京美術学校時代の同期に青木繁、熊谷守一、和田三造などがいる。
1904年（明治37年）、東京美術学校西洋画科を成績優秀なため一年繰り上げて卒業。卒業と同時に東京外国語学校フランス語専科に入学、後日暁星高等学校に転校した。翌年4月、アメリカ合衆国経由でフランスに留学し、はじめはラファエル・コランに師事したが、のちにエコール・デ・ボザール（国立パリ美術学校）に入学、フェルナン・コルモンに学ぶ。
留学中には1907年（明治40年）5月のスペイン旅行を初めとしてグラナダ、セビリアなどを経て年末にパリへ戻るまで絵画模写などに従事していた。また、スペイン旅行の翌年となる1908年（明治41年）には「窓際」をサロン・ド・パリに出品、翌1909年（明治42年）にも同サロンに「読書」「読書の後」を出品している。しかし1909年晩夏に体調を崩し、スイス経由でイタリアに旅行し、イタリアではミラノ、ベニス、フローレンス、ナポリなどを11月までかけて周り、11月以降はマントン、マルセイユを経て再びパリへ戻った。このイタリア旅行の間に「靴の女」を制作していた。
1910年（明治43年）6月、スエズ経由で帰国。同年開催の第4回文展に留学中に書き溜めた絵画3点（「読書」「読書の後」「靴の女」）を出品、「読書の後」が三等賞を受賞した。また翌1911年（明治44年）第5回文展出品作「窓際」が三等賞受賞。
1914年（大正3年）有島生馬・石井柏亭らとともに文展からの独立を志向する二科会を結成。同年湯浅一郎と朝鮮を旅行し、朝鮮鉄道局の依頼に応えて京城鉄道局経営の朝鮮ホテルに壁画を描いた。この壁画は翌1915年（大正5年）の再渡鮮時に完成した。
この間、私生活では1910年7月に日本女性と結婚し、1912年（明治45年）に長女が、1914年（大正3年）に長男が誕生している。1915年（大正5年）9月の第2回二科展には10か月当時の長男の像を描いた「端午」と、妻の像を描いた「供物」を出品した。また1917年（大正7年）には三光町（現東京都新宿区）に新居を落成させている。
1925年（大正14年）文化学院美術部で教鞭をとる。
1931年（昭和6年）5月、朝鮮美術展審査員として小林万吾と朝鮮に渡った。同年9月23日、神戸港より再びパリへ遊学しギメ東洋美術館所蔵の屏風絵（東洋画）を修復、この功績で翌1932年（昭和7年）フランスよりレジオンドヌール勲章シュヴァリエを授与される。また、同年開催の第19回二科展には「春近きセーヌ河」などヨーロッパ滞在時代に描き溜めた作品計36点を出品、特別陳列された。
1935年（昭和10年）、帝国美術院の改革が進められる中で、官選という形で美術院会員に選出される。これを受けて二科会を脱退。1937年（昭和12年）、一水会を創立、同年、帝国美術院を改組して発足した帝国芸術院会員。
また同年に発足した、海事思想普及のための海洋美術会（後に大日本海洋美術協会）にも参加している。
1949年（昭和24年）、日展運営会常任理事。1952年（昭和27年）、国立近代美術館評議員。1958年（昭和33年）、日展理事、1961年（昭和36年）、同顧問。
1955年（昭和30年）、文化功労者、1964年（昭和39年）、勲三等旭日中綬章受章。
1966年4月11日、東京都港区芝の自宅にて84歳で死去。

## 主な作品
- 「自画像」（1904年（明治37年））（東京芸術大学大学美術館）[6]
- 「窓際」（1908年（明治41年））（東京国立近代美術館）同年のサロン・デ・ザルティスト・フランセ入選。（1911年（明治44年））第5回文展で三等賞受賞
- 「読書」（1908年（明治41年））（ブリヂストン美術館）翌年のサロン・デ・ザルティスト・フランセ入選
- 「読書の後」（[908年（明治41年））（泉屋博古館） 翌年のサロン・デ・ザルティスト・フランセ入選。翌々年の第4回文展で三等賞受賞[2]
- 「裸婦」（1908年（明治41年））（東京国立近代美術館）
- 「白耳義の少女」（1909年（明治42年））（愛知県美術館）
- 「靴の女」（1910年（明治43年））（東京国立近代美術館）
- 「野村百合子像」（1928年（昭和3年））（愛知県美術館）
- 「画帖（二）」（1942年（昭和17年））（東京国立近代美術館）
- 「木更津航空隊行幸」（1943年（昭和18年））（茨城県近代美術館） - 霞ヶ浦海軍航空隊旧蔵[7]

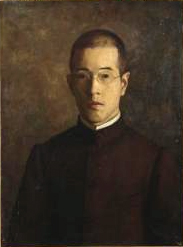
「自画像」1904年
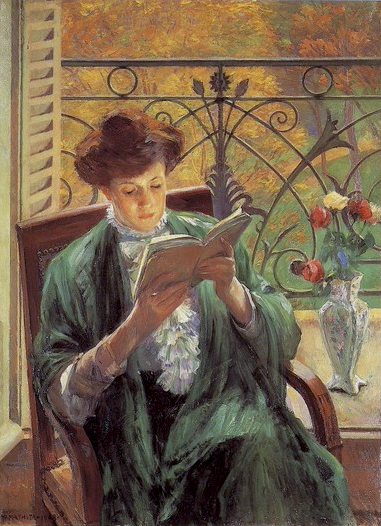
「読書」1908年
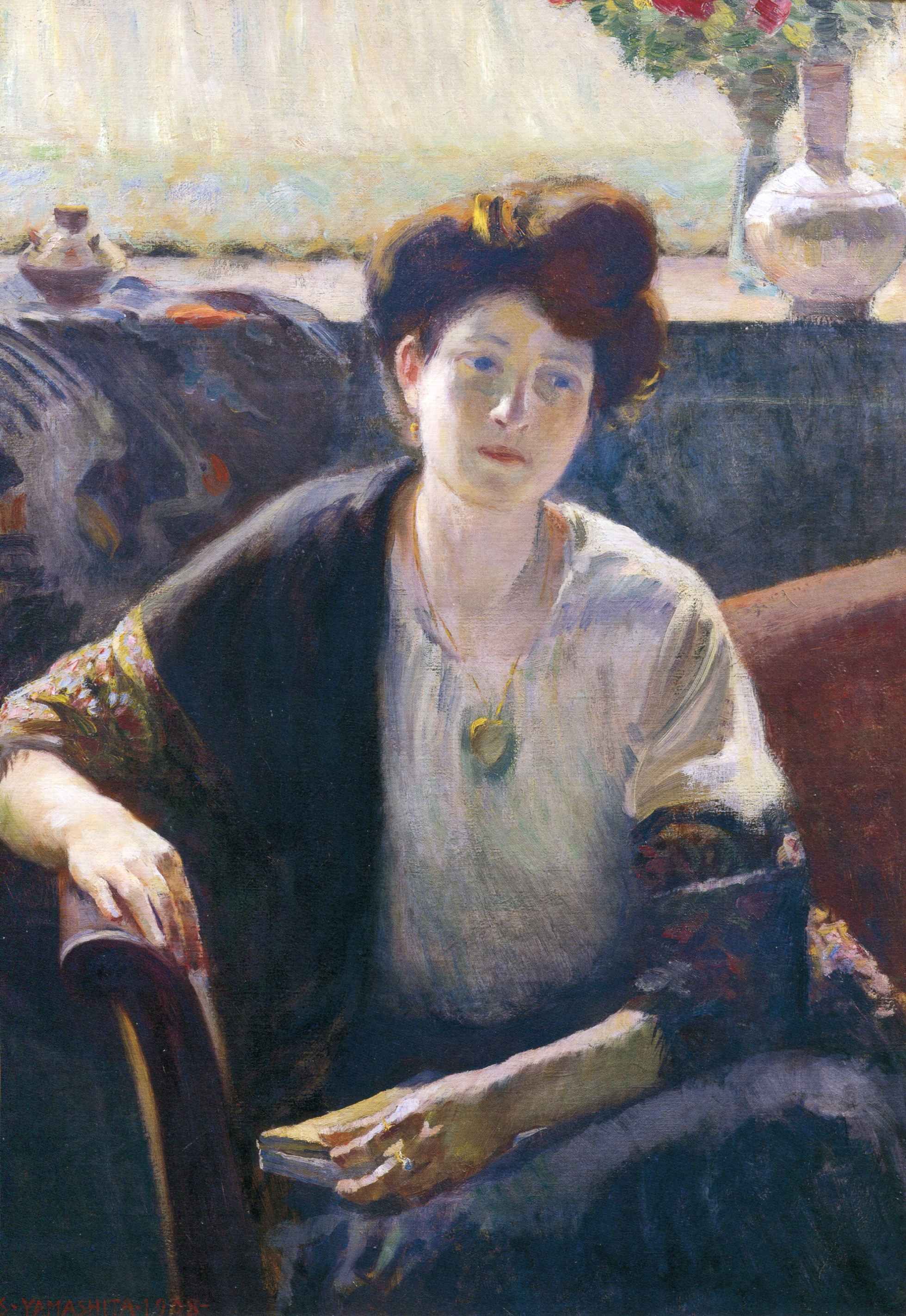
「読書の後」1908年
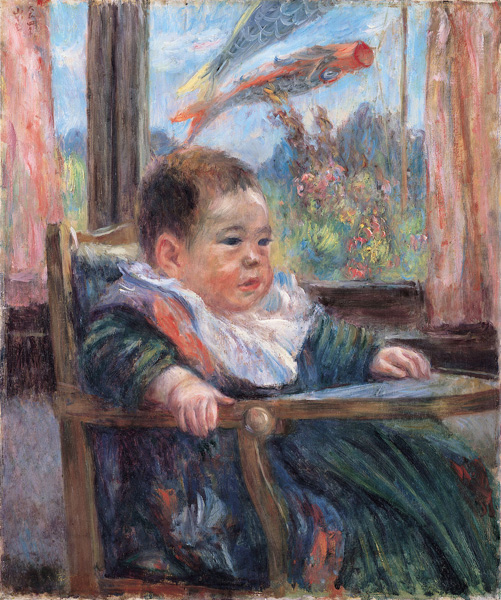
「端午」1915 年
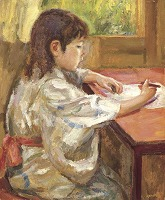
「百合子像」1917年
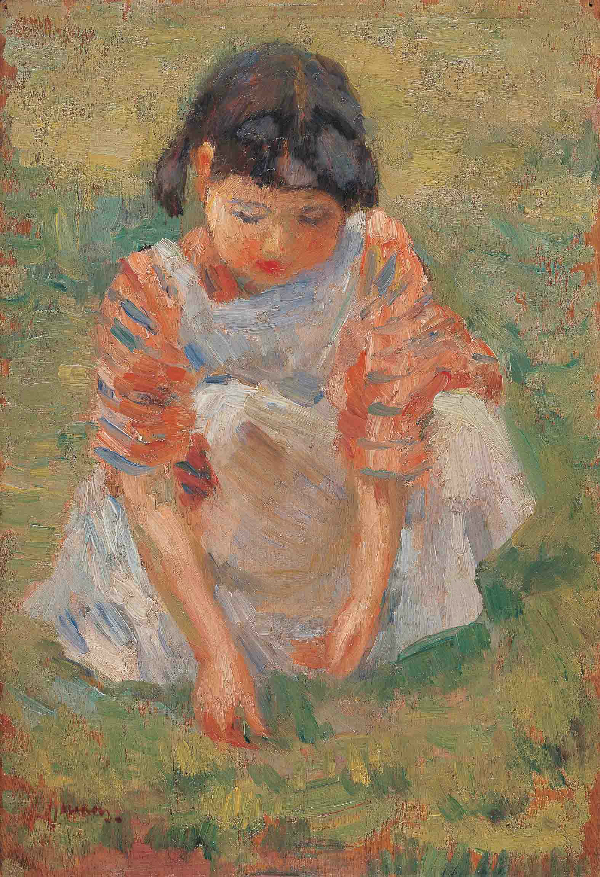
「百合子像」1919年

## 著書
- 『絵の科学』錦城出版社、1942年。全国書誌番号:46023041。
- 『油絵の科学』好学社、1948年。全国書誌番号:46023040。
- 山下新太郎 著、ブリヂストン美術館 編『山下新太郎 ＜美術家シリーズ第3集＞』好学社、1956年。全国書誌番号:56005504。

## 関連図書・追悼展覧会
図書（記事、論文含む）
- 中村善策『アトリエ訪問--山下新太郎先生』美術手帖、1951年2月、26-31頁。国立国会図書館書誌ID:5256730。
- 『特集・追悼:山下新太郎』三彩社、1966年6月、25-32頁。国立国会図書館書誌ID:835368。
- 有島生馬『山下新太郎追憶』文芸春秋、1967年2月、87-90頁。国立国会図書館書誌ID:851281。
- 山領マリ『山下新太郎『油画修繕方記録』解説＜油彩画修復を学ぶ＞』山領絵画修復工房、1997年1月、1-3頁。国立国会図書館書誌ID:4147631。
- 山下新太郎『読書（1908年）』大蔵省印刷局、2000年。ISBN 4171491061。
- 田中淳『圖版 山下新太郎 供物』ブリヂストン美術館、2014年7月、51-53,15頁。国立国会図書館書誌ID:025724785。

展覧会
- 「山下新太郎展：生誕100年」（1981年8月29日 - 10月25日、ブリヂストン美術館）[8]
- 「山下新太郎遺作展 : 愛の讃歌」（1994年3月28日 - 4月9日、フジカワ画廊）[9]
- 「山下新太郎展」（2004年4月9日 - 6月6日、ブリヂストン美術館）[10]

## 参考資料
- 展覧会図録 『山下新太郎展』 ブリヂストン美術館、2004年 ISBN 4-901528-03-3